# حزب الحياة
حزب الحياة هو حزب سياسي أنشأه الناشط القبطي ميكل منير.